# Lasioglossum exulans
Lasioglossum exulans är en biart som beskrevs av Ebmer 1978. Lasioglossum exulans ingår i släktet smalbin, och familjen vägbin. Inga underarter finns listade i Catalogue of Life.